# دعوة التوحيد (دروز)
دعوة التوحيد هي فترة تاريخية درزية سُمح للناس باعتناق الفكر الدرزي. بدأت الدعوة عام 408هـ (1017م)، بدعوة من الخليفة الفاطمي الحاكم بأمر الله وتوقفت الدعوة ثلاث مرات بسبب الخلافات التي واجهتها ثم اغلقت نهائيا عام 426هـ (1043م)، بأمر من المقتنى بهاء الدين، وبعدها منع الدخول واعتناق الطائفة الدرزية.

## تاريخ

### التحضير للدعوة
بدأت التحضير لدعوة الناس إلى التوحيد في عهد الحاكم بأمر الله الفاطمي بارسال «النذر» أي «المبشرون» لنشر المباديء بين الفاطميين. وكان النذير الأول هو أبو الخير سلامة بن عبد الوهاب السامري الذي هيأ الناس لتقبل دعوة التوحيد. في عام 394هـ تسلّم النذر أبو عبد الله محمد ابن وهب القرشي، ثم تبعه أبو إبراهيم إسماعيل بن محمد التميمي في عام 401هـ. وفي سنة 407هـ اتخذ الدعاة مسجد ريدان خارج أسوار القاهرة مركزاً يجتمعون فيه بكبير الدعاة حمزة بن علي بن أحمد الزوزني.

#### فتح باب الدعوة
في سنة 408هـ دعا حمزة إلى  اعلان تجلي القدرة الإلهية في الحاكم بأمر الله وفتح باب اعتناق العقيدة. وسميت هذه السنة بـ«سنة الكشف». وأصبح حمزة من دعاة الحاكم بأمر الله، وينظر إليه على أنه المؤسس الحقيقي للمذهب الذي رفضه الفاطميون واعتبروه بدعة. وسانده في نشر الدعوة حسن بن حيدرة الفرغاني المعروف بالأخرم، ومحمد بن إسماعيل الدرزي المعروف بنشتكين. وكان الدرزي أسبقهم إلى نشر الدعوة لذا تسمّت باسمه. 
توقيف الدعوة
تعطلت الدعوة لثلات فترات قبل ان تتوقف نهائياً.

#### التوقيف الأول
توقفت الدعوة عندما تصارع نشتكين الدرزي مع حمزة بن علي احقية الإمامة. غضب الحاكم بأمر الله من الانحرافات والمُخالفات التي أثارت النزاعات وسببت العداء وأمر بتعليق الدعوة سنة 409هـ (1018م) ثم اعاد فتح الدعوة بعد مقتل الدرزي، سنة 410 هجري.

#### التوقيف الثاني
وتعطلت الدعوة للمرة الثانية عام 411هـ اثر ما عرف بـ«المحنه» عندما قرر خليفة الحاكم وهو ابنه الظاهر بالقضاء على حمزة وعلى اتباعه وقام بالتنكيل باتباع العقيدة في كل انحاء الخلافة الفاطمية لمدة سبع سنوات. وبعد التهاء الفاطميون بمصاعب داخلية وتوقف ملاحقتهم للدروز، أعلن الحد الخامس، بهاء الدين، إعادة فتح الدعوة من جديد عام 417هـ.

#### التوقيف الثالث
في عام 426هـ، (1035م) عاد الخليفة الظاهر، إلى الفتك بالموحدين وذلك للقضاء على نشاطهم في بث مباديء التوحيد. ولكن بهاء الدين تدارك الأمر وعلق الدعوة. وعندما توفي الظاهر عام 427هـ (1036م) وتسلم الخلافة أبنه المستنصر بالله، عاد بهاء الدين إلى القاهرة والتقى بالخليفة الجديد، فأعجب الخليفة ببهاء الدين وعينه قاضيًا له ومُدرسًا في القصر ومفتيًا للناس. وفي عام 429هـ (1037م) أمر بهاء الدين بفتح الدعوة ومتابعة نشاطها من جديد.

### اغلاق باب الدعوة
في عام 435هـ (1043م) أمر بهاء الدين بإقفال الدعوة نهائيًا مستودعاً الموحدين حقائق الحكمة يستدلون بها على مسلك التوحيد ويهتدون بهديها في تحققهم بالواحد الأحد المُنزه عن الوجود، وأوصاهم بحفظ معالم الدين والإيمان.

## مباديء الدعوة
دعا الموحدون الناس إلى التوحيد الحق وتسعى إلى تحقيق الإنسانية في الإنسان وان تحرره ولا تستعبده، وتوجههُ في اتجاه العلم والمعرفة. اذ إنها اعتبرت ان الإنسان يتميز عن المخلوقات الأُخرى بالعقل الذي يمكنه من تحقيق الإنسانية فيه. والإنسانية هي شعور الإنسان بأنهُ واحد بالواحد. فمن ضعف أمام الشهوات والأهواء يصبح شبيهاً بالحيوان. ومن يضعف أمام المصالح الشخصية والمكاسب المادية هو بعيد كل البعد عن التوحيد ومفهومه. وكان على من يستجيب للدعوة ان يوقع على عهد أو ميثاق لاعتناقهم المباديء. 

## طريقة نشر الدعوة
انتشرت دعوة الموحدين بطرق كثيرة منها الدروس التي كانت تُلقى بالجوامع والأماكن العامة بوساطة دعاة كثيرين، وقد لاقت الدعوة رواجاً ولاسيما في وادي التيم وحلب وأنطاكية وصفد والشوف والعرقوب والمتن، غير أن تعرض الموحدين لأزمات كثيرة مثل اضطهادهم أو صعوبة نشر الدعوة والعداوة والحروب التي شُنت ضدهم وغيرها؛ أجبرتهم على النزوح إلى الجبال. وكان الدُعاة يكتبون العهد، أي الميثاق، على المستجيبين. وكانت تُرسل هذه العهود إلى الحد الثاني، إسماعيل بن مُحمد التميمي الذي كان يقدمها إلى الحد الأول، الإمام حمزة، فيفحصها ثُمّ يرسلها مع الحد الثالث، مُحمد بن وهب القرشي ليرفعها إلى الحاكم بأمر الله فينظر فيها ويقرّها ويعيدها إلى الإمام حمزة بن علي ليحفظها.  وكان حمزة وجماعته مثل إسماعيل بن مُحمد التميمي، مُحمد بن وهب القرشي، سلامه بن عبد الوهاب السامرّيّ، وبهاء الدين عليّ بن أحمد الطائي، وبقية الدُعاة المنتشرين في مختلف الأقطار يبثون الدعوة ويجمعوا العهود.  

## للاستزادة
- حمزة بن علي بن احمد
- نشتكين الدرزي
- بهاء الدين السموقي